# Голла, Йоханнес
Йоханнес Голла' (нем. Johannes Golla; род. 5 ноября 1997, Висбаден) — немецкий гандболист, выступает за гандбольный клуб «Фленсбург-Хандевитт» и сборную Германии по гандболу. Серебряный призёр летних Олимпийских игр 2024 года. Участник двух летних Олимпийских игр 2020 и 2024 годов.

## Карьера

### Клубная
Йоханнес Голла вырос в Эрбахе и начал играть в гандбол с пятилетнего возраста. С 2015 года играл за немецкий клуб «Мельзунген». Сначала выступал в молодежной Бундеслиге, но параллельно тренировался в основной команде под руководством Михаэля Рота. В 2016 году дебютировал в Бундеслиге.
С сезона 2018/19 годов играет за другой немецкий клуб «Фленсбург-Хандевитт». С этой командой выиграл чемпионат Германии в 2019 году. В 2020 и 2021 годах в чемпионате финишировал вторым. В 2024 году выиграл Лигу Европы ЕГФ.
Начиная с сезона 2026/27 годов вернётся в «Мельзунген».

### Международная карьера в сборной
Дебютировал за первую сборную Германии 9 марта 2019 года.
Входил в состав Германии на чемпионате Европы 2020 года. Принимал участие в летних Олимпийских играх в Токио, где в составе сборной дошёл до четвертьфинала.
Сыграл на чемпионате Европы 2022 года и стал одним из лучших бомбардиров своей сборной, забив 28 голов в семи матчах. Был включён в символическую сборную чемпионата.
На чемпионате мира 2023 года в составе сборной занял 5-е место. Принимал участие в домашнем чемпионате Европы, где немцы стали четвёртыми.
В августе 2024 года принимал участие в летних Олимпийских играх. Сборная Германии уступила в финале сборной Дании 26:39 и игроки сборной стали серебряными призёрами Олимпиады.